# Mossberg 500
La Mossberg 500 es una serie de escopetas fabricadas por O.F. Mossberg & Sons. La serie 500 abarca una amplia variedad de escopetas de corredera con martillo oculto, que comparten el mismo cajón de mecanismos y acción de recarga, pero se distinguen por su calibre, longitud del cañón, chokes opcionales, capacidad del depósito y materiales de la culata y el guardamano. Otros modelos de la serie 500 son la 590, 505 y 535.

## Características básicas

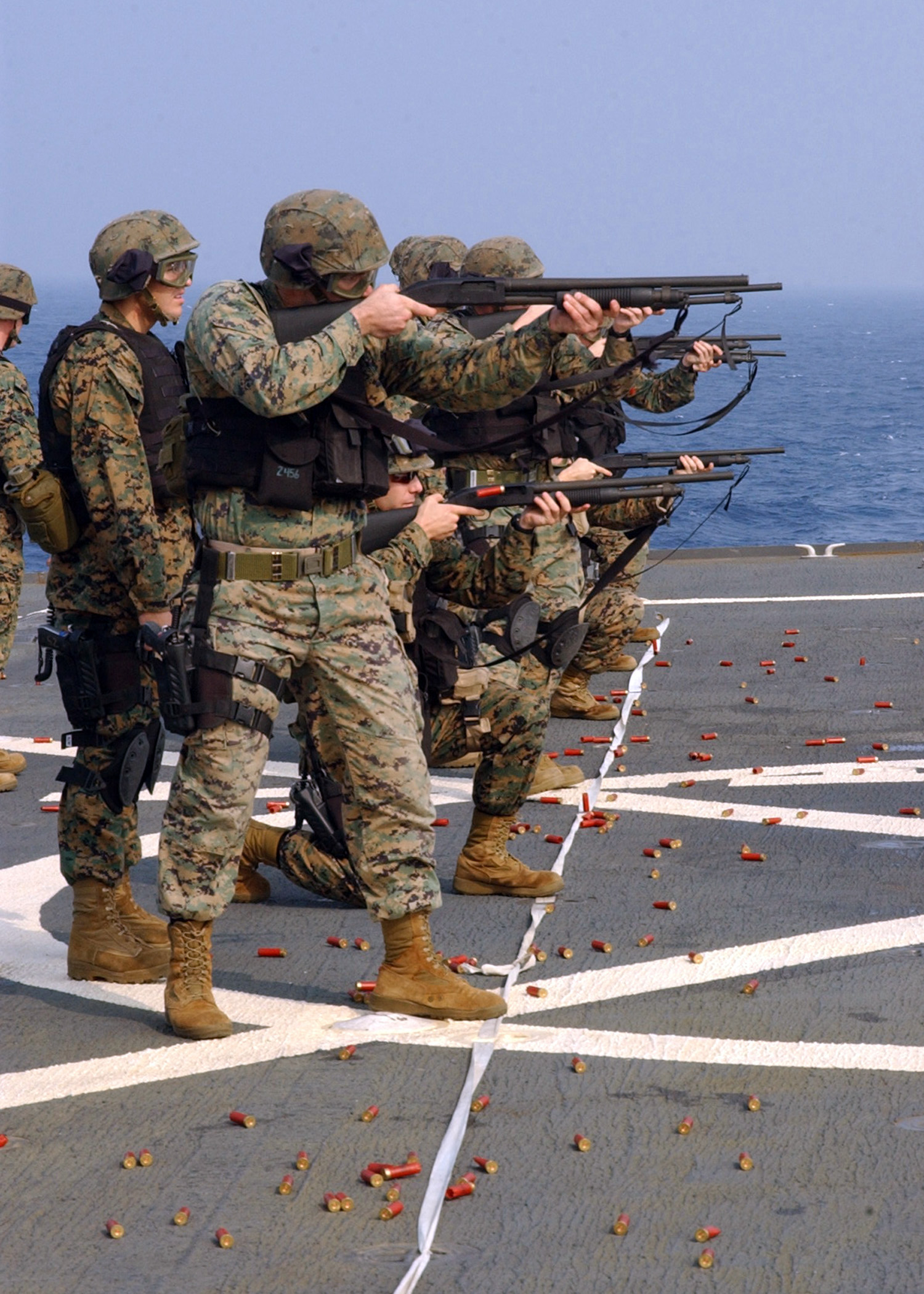
Marines de la tercera escuadra del Fleet Anti-terrorism Security Team (FAST), asignado al Comandante de la Séptima Flota, entrenando con la escopeta M590.

Introducida en 1961, todas las escopetas Modelo 500 tienen el mismo diseño básico. Originalmente empleaban una sola barra de empuje, pero esto se cambió a dos barras en 1970, que son (al menos en teoría) menos proclives a bloquearse que una sola barra. El cerrojo solamente tiene un gran tetón de acerrojado para cerrar la recámara de la escopeta. El depósito tubular se encuentra debajo del cañón y está atornillado al cajón de mecanismos. El retén de la corredera está situado detrás del guardamonte, en el lado izquierdo, mientras que el seguro se encuentra sobre la parte posterior del cajón de mecanismos. Los mecanismos de puntería varían de modelo a modelo, desde un simple punto de mira "abalorio" hasta un alza tipo "anillo fantasma" o una base integrada para montar una mira telescópica. La mayoría de modelos vienen con el cajón de mecanismos perforado y tapado para instalar un alza o una base para mira telescópica. La base de serie para mira telescópica se acopla al cañón mediante un soporte tipo cantilever, que sitúa la mira telescópica sobre el cajón de mecanismos pero la mantiene junto al cañón si este es reemplazado. 
Propuesta para emplearse en condiciones severas y suciedad, tales como cacería de aves acuáticas o combate, la serie Modelo 500 está diseñada para ser sencilla de limpiar y mantener. Todas las escopetas Modelo 500 tienen cañones intercambiables (según la capacidad del depósito de cada escopeta; un cañón diseñado para una escopeta con depósito de 5 cartuchos no podrá ser empleado en una escopeta con depósito de 7 cartuchos), que puede ser desmontado sin emplear herramientas con solo aflojar un tornillo al final del depósito tubular, que permite retirar el cañón. El cerrojo se encaja en un entalle situado sobre el cañón, asegurando una sólida conexión cañón-cerrojo sin basarse en el cajón de mecanismos para fortalecer el acerrojado. El conjunto del gatillo, que incluye a éste, el martillo, la barra desconectora y soporte con guardamonte, puede ser retirado al empujar un pasador y jalarlo hacia abajo del guardamonte (si se ha instalado un pistolete, habitualmente este debe retirarse primero ya que virtualmente obstruye la salida del conjunto del gatillo). La teja elevadora puede ser retirada al presionar sus lados al mismo tiempo, liberando sus pasadores pivotantes del cajón de mecanismos. Entonces el guardamanos puede ser jalado hacia atrás, permitiendo que el portacerrojo y el cerrojo caigan, para que luego se pueda sacar el guardamanos al empujarlo hacia adelante. El retén de cartuchos y el interruptor caerán solos, dejando solamente al eyector y el seguro dentro del cajón de mecanismos, fijados mediante tornillos. El muelle del depósito y su pistón pueden ser retirados al desatornillar el depósito del cajón de mecanismos (esto puede ser difícil en algunas escopetas Modelo 500 nuevas). Este nivel de desarmado básico es suficiente para permitir la limpieza de todas sus piezas.

## Opciones del Modelo 500
El nombre Modelo 500 abarca una familia entera de escopetas de corredera diseñadas para emplear cartuchos "magnum" de 76 mm (3 pulgadas). El modelo estándar tiene un depósito de 5 cartuchos de 70 mm (2,75 pulgadas) o 4 cartuchos de 76 mm en el depósito y uno en la recámara. La Modelo 500 está disponible en calibre 12, 20 y .410, siendo la de calibre 12 la más popular y teniendo la mayor cantidad de características opcionales disponibles. Se ofertó durante un tiempo una escopeta calibre 16, pero su producción fue descontinuada. 

### Acabados
El acabado estándar para la Modelo 500 es un cajón de mecanismos de aleación de aluminio anodizado, con un cañón pulido y pavonado. Algunos modelos vienen con un cajón de mecanismos pintado en negro mate y un cañón pavonado mate. Los modelos con cajón de mecanismos de acero están fosfatados, al igual que sus cañones. Mossberg también ofrece modelos camuflados, con diversos diseños. Las culatas y guardamanos son tanto de madera como de materiales sintéticos, estando camuflados los de materiales sintéticos para combinarse con el resto de la escopeta. Un modelo especial llamado Mariner está disponible con el acabado Marinecote, un acabado plateado que es sumamente resistente a la corrosión. Los modelos Mariner tienen culatas y guardamanos de material sintético negro.

### Modelo 500 vs Modelo 590 vs Modelo 590A1

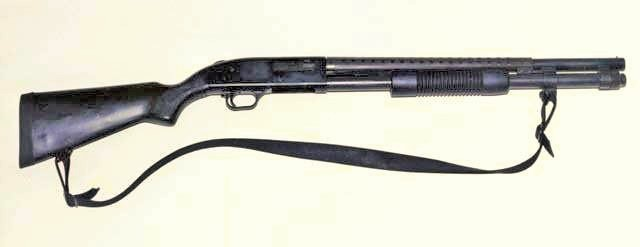
Una Mossberg 590 con cañón de 508 mm (20 pulgadas).

La principal diferencia entre la Modelo 500 y la Modelo 590 es el diseño del depósito tubular. Los depósitos de la Modelo 500 están cerrados en el extremo de la boca del cañón y el cañón está fijado mediante un perno que encaja en un agujero roscado en el otro extremo del depósito. Los depósitos de la Modelo 590 pueden abrirse desde el extremo de la boca del cañón, mientas que los cañones encajan alrededor del depósito y están fijados por una tuerca al final. El depósito de la Modelo 500 facilita el cambio de cañones, ya que el perno del cañón solamente sirve para mantener a este en su lugar. El depósito de la Modelo 590 facilita la limpieza y el reemplazo de piezas, ya que al retirar la tuerca se puede sacar el muelle del depósito y el pistón.

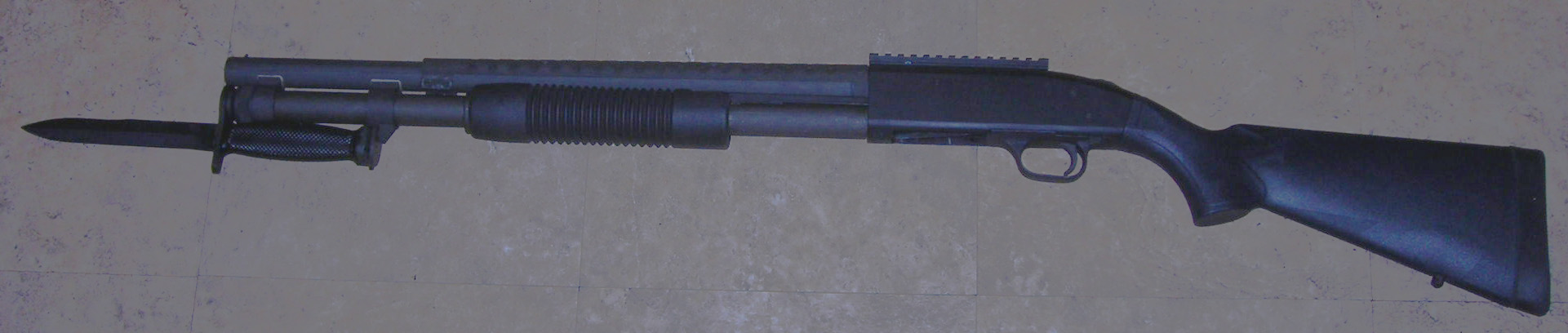
Una Mossberg 590A1 fosfatada con bayoneta M7, riel Picatinny sobre el cajón de mecanismos y cubierta protectora de cañón 590 estándar modificada.

La Modelo 590 tiene un guardamonte y un seguro de polímero, y un cañón estándar. La Modelo 590A1 tiene un guardamonte y un seguro de aluminio, así como un cañón más pesado, para poder ser empleada por las Fuerzas Armadas bajo condiciones extremas y manipulación tosca; el guardamonte metálico fue agregado en respuesta a la especificación de materiales 3443G, mientras que el cañón pesado fue agregado a pedido de la Armada. La 590A1 es generalmente vendida a través de medios militares o policiales, aunque en la mayoría de jurisdicciones los modelos con cañones de 46,99 cm (18,5 pulgadas) y 50,8 cm (20 pulgadas) pueden ser compradas legalmente por personas particulares. Las escopetas 590A1 con cañones de 14 pulgadas son armas Categoría II, pudiendo ser compradas por personas particulares en estados donde son legales las armas incluidas en el Acta Nacional sobre Armas de Fuego de 1934.
Las versiones antidisturbios de la Modelo 500 (Persuader y Mariner) están disponibles con un cañón de 47 cm (18,5 pulgadas) y 51 cm (20 pulgadas), dependiendo de la capacidad del depósito. La 590 solamente está disponible con un cañón de 51 cm y depósito insertable. La 590A1 está disponible con un cañón de 36 cm (14 pulgadas), 47 cm y 51 cm. Una escopeta vendida como Modelo 590 (con número de catálogo 51663), técnicamente es una 590A1 y tiene el cañón pesado y el conjunto de gatillo militar, pero al contrario de los modelos denominados 590A1, es vendida en el mercado civil.
Al contrario de las escopetas Modelo 500 y 590 (con la excepción de las 590 con alza tipo "anillo fantasma"), las Modelo 590A1 no pueden ser fácilmente equipadas con la cubierta de cañón de serie, debido al cañón pesado. Una cubierta protectora y un riel para bayoneta son requisitos para las escopetas militares antidisturbios 3443G Tipo I, por lo que algunas 590A1 están equipadas de esta forma, pero no está del todo claro si las cubiertas de cañón para la 590A1 han sido ofertadas para su venta fuera del mercado militar.

### Modelos Bantam y Super Bantam

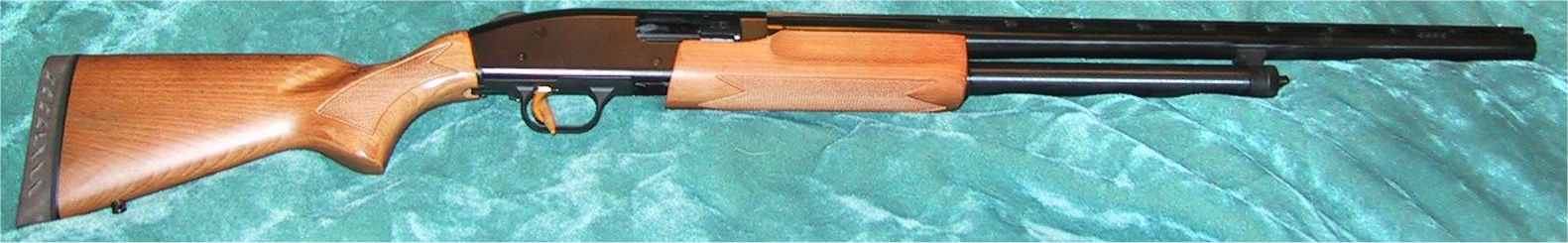
Una Mossberg 500 Bantam, con cañón de 610 mm (24 pulgadas). Nótese que la culata y el guardamanos son más cortos que en el modelo estándar de arriba.

La Modelo 500 estándar tiene una culata de 36 cm (14 pulgadas), que es apta para tiradores adultos de tamaño promedio o superior. Los modelos Bantam tienen una culata de 33 cm (13 pulgadas) y un guardamanos que está situado mucho más atrás que en el modelo estándar. La culata Super Bantam incluye dos cantoneras y un espaciador. Al usar la cantonera delgada, la longitud se puede reducir a 30 cm (12 pulgadas); con la cantonera gruesa y el espaciador, la longitud es de 33 cm (13 pulgadas). Varios modelos diferentes son ofertados con culatas y guardamanos Bantam y Super Bantam, o pueden ser comprados como accesorios e instalados en cualquier escopeta Modelo 500. 

### Modelo 505
La nueva escopeta Modelo 505 Youth, introducida en 2005, es similar a la Bantam pero aún más pequeña. La 505 tiene una culata de 30 cm (comparada con la de 36 cm del modelo estándar o la de 33 cm de la Bantam), un cañón de 51 cm (20 pulgadas) y un depósito con capacidad para 4 cartuchos. La 505 está disponible en calibre 20 y .410. Sus piezas no son intercambiables con otras variantes de la Modelo 500.

### Modelo 535
La escopeta Modelo 535, una novedad en 2005, es similar a la Modelo 500, pero tiene un cajón de mecanismos alargado para poder disparar cartuchos de 89 mm (3,5 pulgadas), además de los cartuchos de 70 mm (2,75 pulgadas) y 76 mm (3 pulgadas). La 535 es una alternativa menos costosa a la Mossberg 835 Ulti-Mag, pero la 535 carece del cañón de ánima sobredimensionada de la 835. Sin embargo, el cañón de la 535 permite el empleo de cartuchos con bala, los cuales no pueden ser empleados en el cañón de ánima sobredimensionada de la 835. Los cañones de la Modelo 535 no son intercambiables con los de la Modelo 500 o Modelo 835, pero los cañones de la Modelo 535 están disponibles con ánima lisa y estriada, con una variedad de bandas ventiladas, longitudes y diferentes mecanismos de puntería. La Modelo 535 es actualmente ofertada solamente como escopeta de cacería, no teniendo modelos de combate o antidisturbios.   

### Capacidad del depósito
La Modelo 500 viene con una gran variedad de configuraciones diferentes del cajón de mecanismos, siendo su principal diferencia la configuración del depósito. La Modelo 500 básica viene con un depósito con capacidad para 5 cartuchos de 70 mm (2,75 pulgadas), que es llamada modelo seis tiros (cinco cartuchos en el depósito, más uno en la recámara). La Modelo 500 también está disponible con un depósito alargado con capacidad de 7 cartuchos, haciéndola un modelo ocho tiros. La 590A1 está disponible con depósitos de cinco y ocho cartuchos, siendo vendida como modelo de seis y nueve tiros. 
Las variantes con depósitos alargados emplean cañones diferentes, ya que el cañón es fijado en su lugar por un tornillo al final del depósito tubular. El más corto cañón disponible para los modelos de ocho y seis tiros es de 51 cm (20 pulgadas), que corresponde exactamente con el largo depósito tubular. También se fabricó un cañón aletado de 71 cm (28 pulgadas) con choke modificado para la Modelo 500 de 8 tiros. El más corto cañón para los modelos seis tiros Categoría I es de 47 cm (18,5 pulgadas), mientras que los militares y policías (al igual que personas particulares en los estados donde son legales) pueden tener escopetas con un cañón de 36 cm (como la 590 Compact), que corresponde con el depósito del modelo seis tiros.  

## Variantes

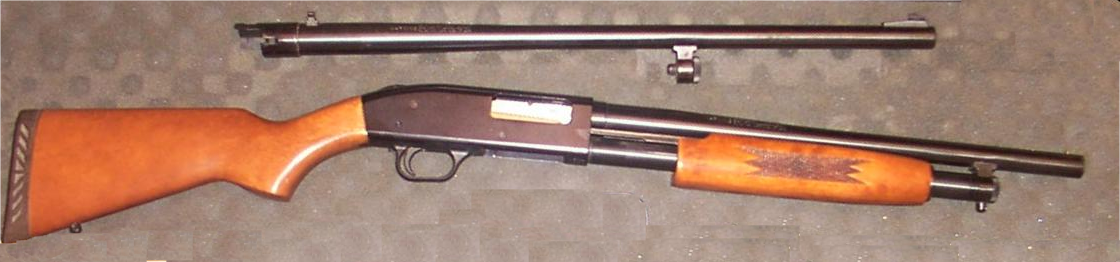
Una Mossberg 500 con cañón de 470 mm (18,5 pulgadas) instalado y un cañón de 610 mm (24 pulgadas) con alza y punto de mira de fusil (nótese que el cañón instalado no lleva choke alguno).

La Modelo 500 está disponible en muchas variantes, para una amplia variedad de usos. La facilidad para cambiar cañones de la Modelo 500 significa que una sola escopeta puede ser equipada por el propietario con varios cañones diferentes, cada uno para un propósito distinto. Al ser vendida, la Modelo 500 es generalmente clasificada en dos amplias categorías: modelos de campo y modelos de propósito especial.

### Modelos de campo
Los modelos de campo son los modelos de cacería básicos. Están disponibles con una gran variedad de cañones de distinta longitud y acabados, pudiendo ser empleadas para la cacería de aves acuáticas, ciervos, pavos o para disparar cartuchos con bala. La mayoría de modelos con cañón de ánima lisa vienen con chokes intercambiables y banda ventilada sobre el cañón, mientras que los modelos para cartuchos con bala vienen con mecanismos de puntería de fusil o bases para mira telescópica, pudiendo tener cañones de ánima lisa o estriada.

### Modelos de propósito especial
Los modelos de propósito especial están destinados para defensa personal, empleo policial o militar. La Modelo 590 y la Modelo 500 de ocho tiros solamente son vendidas como modelos de propósito especial. Los modelos de propósito especial tiene cañones más cortos, tanto de 47 cm (18,5 pulgadas) para los modelos de seis tiros, o 51 cm (20 pulgadas) para los modelos de ocho y nueve tiros, pero los cañones son totalmente intercambiables con todos los modelos de la serie 500 con depósito tubular de la misma longitud. La mayoría de modelos vienen con denominaciones especiales tales como SPX™, Tactical, Mariner y otras. 
Los modelos de propósito especial pueden ser equipados con una variedad de piezas especializadas que pueden incluir culata ajustable, culata "Speedfeed" con un entalle para llevar cuatro cartuchos adicionales, pistolete, alza tipo "anillo fantasma" y punto de mira de fibra óptica, riel Picatinny, guardamanos enzunchado, cubierta protectora de cañón, cañón perforado, freno de boca e incluso un riel para bayoneta. Todos los modelos de propósito especial vienen en color negro, con acabados pavonados, pavonados mate o fosfatados, así como con cajones de mecanismos perforados y entallados para montar alzas y miras telescópicas. 
Debe notarse que los modelos de propósito especial no son los mismos que los modelos policiales; estos últimos tienen cañones, seguros y guardamontes más resistentes, pudiendo soportar un uso más intenso.  

### Modelos militares/policiales

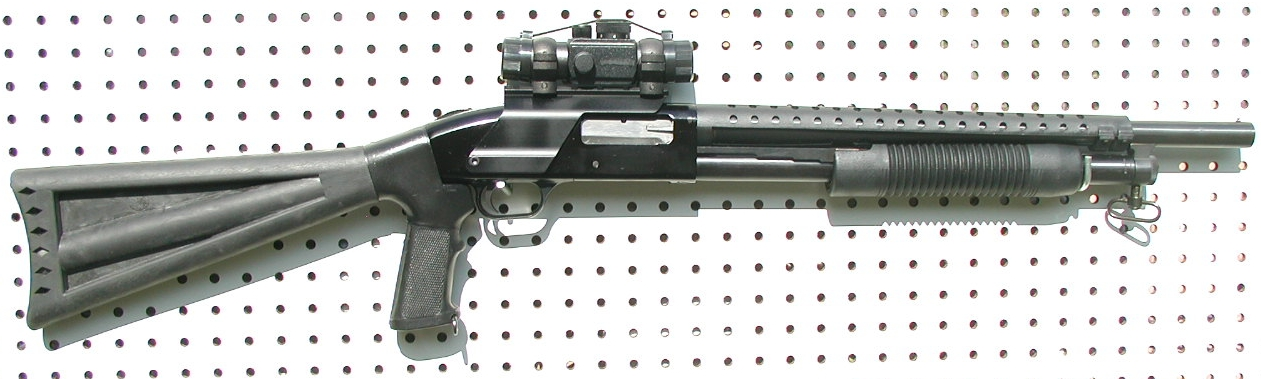
Una Modelo 500 policial, con mira de punto rojo.

Las escopetas Mossberg actualmente denominadas "modelos policiales" son las 590A1. Estas se distinguen de otras escopetas 500/590 por tener cañones pesados, guardamontes de metal y seguros de metal. Las 590A1 están disponibles con cañones de 36 cm (14 pulgadas), 47 cm (18,5 pulgadas) y 51 cm (20 pulgadas). La 590A1 es empleada por las Fuerzas Armadas de los Estados Unidos desde 1989 y las Fuerzas Armadas de sus aliados, habiendo sido diseñada para cumplir los estrictos estándares del Ejército estadounidense.
La Modelo 500 también fue anteriormente vendida como combinación policial en calibre 12, con cañones de 47 cm y 66 cm (26 pulgadas), culata de madera de haya, pistolete y correa portafusil.

### Modelo Home Security
La Modelo 500 HS410, o "Home Security", solamente está disponible en calibre .410 y está específicamente diseñada para su empleo como arma defensiva. Viene con una culata de 30 cm, un guardamanos con pistolete y, en algunas versiones, un puntero láser integrado, así como un choke esparcidor en su cañón de 47 cm (18,5 pulgadas) con freno de boca especial y punto de mira "abalorio". El calibre .410, a pesar de ser el menos potente para una escopeta, genera más energía que un .357 Magnum, mientras que el choke esparcidor produce patrones más amplios al mismo tiempo que reduce la posibilidad de penetrar una pared, en las cortas distancias que surgen en una situación defensiva. Este modelo está dirigido a los usuarios principiantes, que necesitan un arma de defensa sencilla, fácil de emplear y efectiva, siendo suministrada con un video introductivo que abarca su empleo y precauciones.

## Accesorios y combinaciones
La Mossberg 500 siempre fue publicitada como un arma multipropósito. Mossberg vende una amplia variedad de culatas y cañones opcionales, permitiendo hacer varias configuraciones (incluso una Modelo 500 bullpup en el pasado). Mossberg es también la única compañía que ofreció una escopeta con gatillo de doble acción. La Modelo 590DA tenía un gatillo que necesitaba una mayor presión para funcionar, diseñado para reducir la posibilidad de un disparo accidental y dirigida al mercado policial.
Con las piezas apropiadas, la misma escopeta Modelo 500 puede ser un arma de cacería, una escopeta de bala, arma defensiva para civiles, policías y soldados, escopeta para trap y skeet, o un fusil de avancarga calibre 12,7 mm.
Mossberg también ha vendido "juegos de combinación", con un solo cajón de mecanismos y más de un cañón.
Ejemplos habituales incluyen un cañón de cacería de 71 cm (28 pulgadas) y un cañón de 47 cm (18,5 pulgadas) para defensa, o un cañón de cacería y uno para balas, o uno para balas y un cañón de avancarga con ánima estriada calibre 12,7 mm.  
Un artículo singular ofrecido por Mossberg para la Modelo 500 es un kit lanzador de cabos. Emplea un cartucho de fogueo especial para propulsar una varilla con una cabeza flotante opcional y una soga ligera atada a esta; una lata es colgada bajo el cañón para almacenar el rollo de cabo. Una prueba de la Mossberg 500 con el lanzador de cabos efectuada por la BoatUS Foundation mostró un alcance promedio de más de 100 m (330 pies) con la cabeza flotante. Se mencionan distancias de 210 m (700 pies) para la varilla de larga distancia con cabeza no flotante.
Todas las escopetas Mossberg, inclusive las 835, 535, 500, 505 y 590 (excepto los modelos de propósito especial y policiales) son suministradas con una clavija de madera situada dentro del depósito tubular. Esto se hace para cumplir con las leyes estadounidenses sobre aves migratorias. Esta clavija reduce y regula la cantidad de cartuchos que pueden cargarse en la escopeta. Se puede sacar la clavija desmontando el cañón y apuntando la escopeta hacia abajo, para luego sacudirla ligeramente de atrás hacia adelante hasta que esta caiga.

## Subsidiaria Maverick Arms
Moosberg también oferta una escopeta menos costosa bajo la marca Maverick Arms: la Mossberg Maverick 88, pavonada, con culata y guardamanos sintéticos. Las escopetas Maverick y Mossberg comparten algunas piezas similares, pero las escopetas Maverick se distinguen por ciertas características, como la falta de anillas para la correa portafusil y el empleo de seguros transversales en lugar de los deslizantes. La garantía de fábrica de las escopetas Maverick es de solo un año. Los modelos de Maverick Arms están ensamblados en Texas, en lugar de la fábrica principal de Mossberg en Connecticut.

## Números de modelo
- 500A = Calibre 12
- 500B = Calibre 16
- 500C = Calibre 20
- 500E = Calibre .410[8]

## Empleo militar

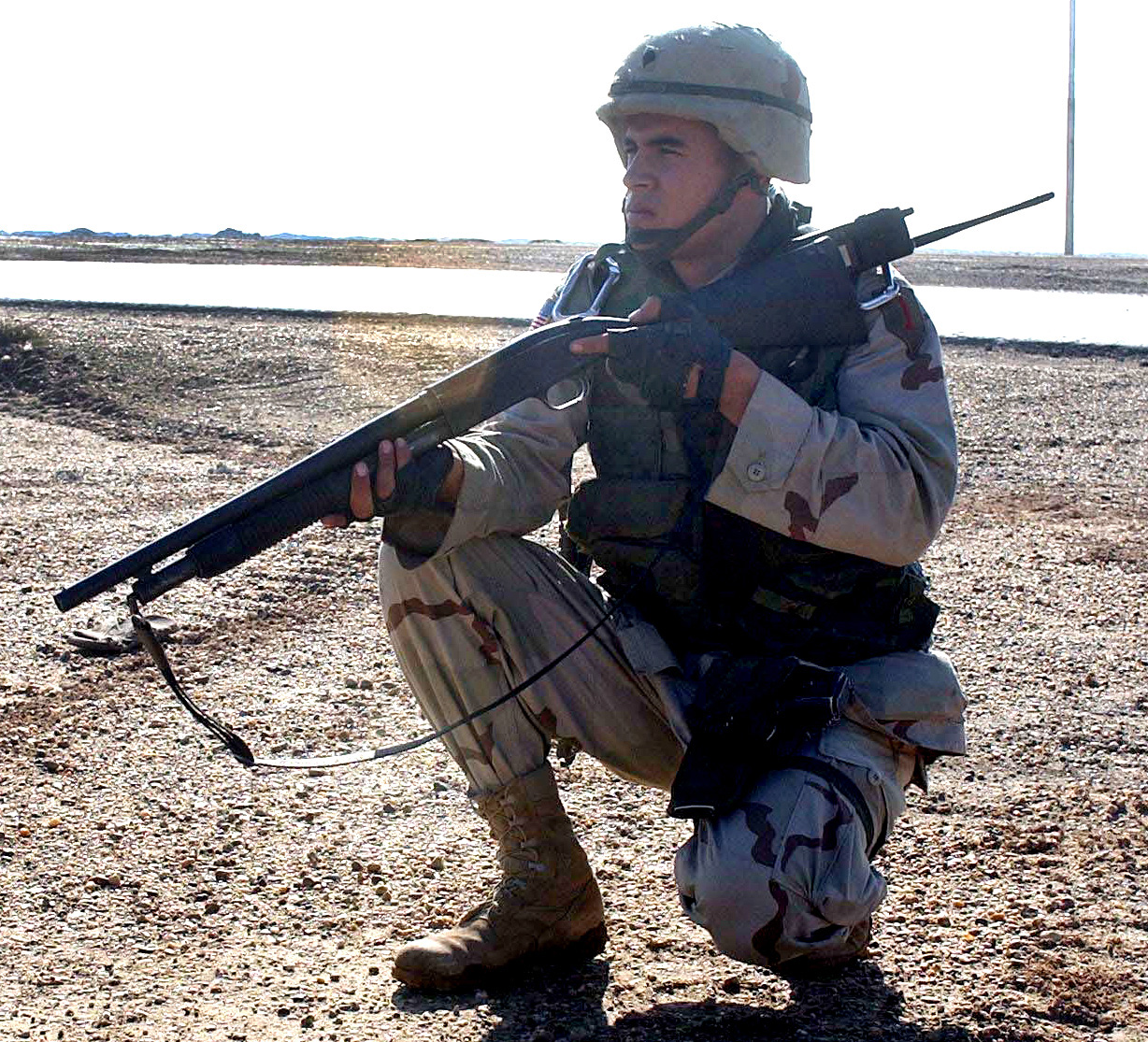
Un soldado estadounidense en Ar Ramadi, Irak en 2004, armado con una Mossberg 500.

Mossberg afirma que la Modelo 500 es la única escopeta que ha pasado la prueba Mil-Spec 3443E del Ejército de los Estados Unidos, "una prueba de tormento brutal y sin cuartel con 3,000 cartuchos del 12 con carga máxima" (la actualizada especificación 3443G solicita un guardamonte de metal, por lo que solamente las variantes del Modelo 590A1, que tienen un cañón más pesado y guardamontes metálicos, al contrario de los guardamontes plásticos de la Modelo 500 estándar, cumplen este requisito).
Mientras que los Marines oficialmente pasaron a emplear la escopeta  semiautomática M1014 en 1999, varias ramas de las Fuerzas Armadas estadounidenses continúan comprando escopetas de corredera. La Armada compró varios millares de escopetas Mossberg 590A1 en 2004, y el Ejército hizo un pedido en 2005 de 14,818 escopetas a un precio de un poco más de 316 dólares cada una (la Benelli M1014 es considerablemente más costosa).   
En 2009, los Grupos de Fuerzas Especiales de los Estados Unidos compraron kits militares de mejoras para tener una configuración estándar de escopeta basada en la Mossberg 500. Los kits incluían una culata retraible, rieles Picatinny sobre el cajón de mecanismos y en el guardamanos y cañones cortos para forzar puertas. Un total de 1,301 escopetas fueron modificadas, la primera unidad siendo suministrada en julio de 2009. La mayoría de los kits transformaron la escopeta estándar en un modelo compacto con cañón de 14 pulgadas y un cañón opcional de 16 pulgadas para forzar puertas. 

### Usuarios
- Estados Unidos[9]
- Argentina: Utilizada por la Policía Metropolitana de Buenos Aires, la Gendarmería Nacional Argentina y el Ejército Argentino.[cita requerida]
- Bermudas[11][12]
- Colombia: Usado por diferentes ramas de las fuerzas armadas
- España: Empleada por la Infantería de Marina y el Ejército de Tierra[cita requerida]
- Líbano[13]
- Malasia[14]
- México: Utilizada por diversos cuerpos de seguridad pública.
- Países Bajos: la 590DA1 es empleada por el Korps Commandotroepen del Real Ejército neerlandés.[15]
- Polonia: La 590 es empleada por la Policja, el SPAP y probablemente por las tropas polacas en Afganistán.[16]
- República Dominicana[cita requerida]